# 1 (album Moniki Lewczuk)
#1 – debiutancki album studyjny polskiej piosenkarki Moniki Lewczuk, wydany 17 czerwca 2016 przez wytwórnię Universal Music Polska.
Płyta składa się z dwunastu polskojęzycznych kompozycji, których autorami byli sama wokalistka, Rafał Malicki, Sarsa, Jacek Szymkiewicz, Jakub Birecki i Dominika Barabas. Producentem albumu był Rafał Malicki.
Wydawnictwo promowały single „#Tam tam”, „Zabiorę cię stąd”, „Ty i Ja” oraz „Biegnę”.
20 stycznia 2017 została wydana reedycja płyty pod nazwą #1 (Deluxe Edition), która została poszerzona o dwa utwory: „Libre” i „#Falling Down” oraz dwie wersje dwóch piosenek „#Tam tam” i „Ty i Ja”.
Album uzyskał status złotej płyty za sprzedaż w nakładzie przekraczającym 15 tysięcy egzemplarzy.

## Lista utworów

### Standardowa
| Nr  | Tytuł                | Tekst                                   | Muzyka                        | Czas  |
| --- | -------------------- | --------------------------------------- | ----------------------------- | ----- |
| 1.  | „Intro”              |                                         | Rafał Malicki                 | 0:38  |
| 2.  | „Biegnę”             | Monika Lewczuk, Sarsa                   | Monika Lewczuk, Rafał Malicki | 3:27  |
| 3.  | „Zabiorę cię stąd”   | Monika Lewczuk, Jacek Szymkiewicz       | Monika Lewczuk, Rafał Malicki | 3:08  |
| 4.  | „Ty i Ja”            | Monika Lewczuk, Sarsa                   | Monika Lewczuk, Rafał Malicki | 3:03  |
| 5.  | „Nie zostawię nic”   | Sarsa                                   | Monika Lewczuk, Rafał Malicki | 3:05  |
| 6.  | „Ten sam”            | Monika Lewczuk, Sarsa                   | Monika Lewczuk, Rafał Malicki | 3:05  |
| 7.  | „#Tam tam”           | Monika Lewczuk, Sarsa                   | Monika Lewczuk, Rafał Malicki | 3:06  |
| 8.  | „Móc zatrzymać się”  | Monika Lewczuk                          | Monika Lewczuk, Rafał Malicki | 3:13  |
| 9.  | „Tysiące mil”        | Monika Lewczuk, Jakub Birecki           | Monika Lewczuk, Rafał Malicki | 3:41  |
| 10. | „Między jawą a snem” | Monika Lewczuk, Sarsa, Dominika Barabas | Monika Lewczuk, Rafał Malicki | 3:10  |
| 11. | „Zaplanuj mój świat” | Monika Lewczuk                          | Monika Lewczuk, Rafał Malicki | 3:05  |
| 12. | „Pięknie jest”       | Monika Lewczuk, Sarsa                   | Monika Lewczuk, Rafał Malicki | 3:34  |
|     |                      |                                         | Całkowita długość:            | 36:15 |

### Reedycja
Opracowane na podstawie materiałów źródłowych.
1. „Intro” – 0:38
2. „Biegnę” – 3:27
3. „Zabiorę cię stąd” – 3:08
4. „Ty i Ja” – 3:03
5. „Nie zostawię nic” – 3:05
6. „Ten sam” – 3:05
7. „#Tam tam” – 3:06
8. „Móc zatrzymać się” – 3:13
9. „Tysiące mil” – 3:41
10. „Między jawą a snem” – 3:10
11. „Zaplanuj mój świat” – 3:05
12. „Libre” (Álvaro Soler feat. Monika Lewczuk) – 3:51
13. „#Falling Down” – 3:05
14. „#Tam tam” (Akustycznie) – 3:06
15. „#Tam tam” (Tropical Lounge Mix Radio Edit) – 3:42
16. „Ty i Ja” (Extended) – 4:06
17. „Ty i Ja” (Instrumental) – 3:01